# Laura Ravetto
Laura Ravetto (Cuneo, 25 gennaio 1971) è una politica italiana.
Deputata alla Camera dal 2006, è stata sottosegretario di Stato per i rapporti con il Parlamento dal 1º marzo 2010 al 16 novembre 2011 nel quarto governo Berlusconi.

## Biografia
Nata il 25 gennaio del 1971 a Cuneo, si è laureata in giurisprudenza presso l'Università Cattolica del Sacro Cuore di Milano. Prima di entrare in politica, ha lavorato come direttore degli affari legali presso la consociata italiana della multinazionale farmaceutica Schering Plough. Dal 2011 è iscritta all'Ordine degli avvocati di Milano.

### Elezione a deputato
Alle elezioni politiche del 2006 viene candidata ed eletta per la prima volta alla Camera dei Deputati nelle liste di Forza Italia nella circoscrizione Lombardia 2. Nel corso della XV legislatura fa parte della V Commissione Permanente Bilancio, Tesoro e Programmazione della Camera.
Alle elezioni politiche del 2008 è stata poi rieletta nelle liste del Popolo della Libertà nella medesima circoscrizione. Successivamente le viene assegnato l'incarico di presidente della delegazione parlamentare italiana presso l'Iniziativa Centro Europea.
A seguito del Congresso nazionale del 27-29 marzo 2009 di Roma del Popolo della Libertà (PdL), è stata nominata responsabile nazionale del settore comunicazione, Immagine, propaganda del PdL. Il 23 aprile 2009 a Roma, il presidente della Camera Gianfranco Fini, in occasione dell'incontro con la presidente della Camera dei deputati della Romania Roberta Alma Anastase, l'ha nominata Presidente del gruppo amicizia Italia-Romania.
È stata candidata alle elezioni europee del 2009 nella circoscrizione Italia nord-occidentale nelle liste del Popolo della Libertà, ottenendo 7.750 preferenze, non sufficienti per essere eletta.

### Sottosegretario ai rapporti con il Parlamento
Il 1º marzo 2010 è stata nominata dal Consiglio dei ministri sottosegretario di Stato per i rapporti con il Parlamento del governo Berlusconi IV, affiancando il ministro Elio Vito, incarico che mantiene fino al 16 novembre 2011.
Alle elezioni politiche del 2013 è stata rieletta per la terza volta deputata per il PdL sempre nella circoscrizione Lombardia 2.
Il 16 novembre 2013, con la sospensione delle attività de Il Popolo della Libertà, decide di aderire alla rinascita di Forza Italia.
Alle politiche del 2018 viene nuovamente eletta alla Camera nel collegio uninominale Lombardia 2 - 05 (Como), ottenendo il 48,19% e superando Chiara Braga del centrosinistra (23,68%) ed Elisa Nicotra del Movimento 5 Stelle (21.75%). Il 6 ottobre 2019 viene nominata Responsabile del dipartimento immigrazione di Forza Italia.
A novembre 2018 deposita alla Camera due proposte di legge per rendere possibile l'adozione di un bambino da parte delle persone single, insieme al medico Serena Caprio che raccoglie 11.000 firme a sostegno della proposta, sottoscritti da diversi deputati di Forza Italia, affermando: "Il mio non è un attacco alla famiglia tradizionale o un assist agli omosessuali che vogliono adottare. La mia è una proposta di buon senso, presentata nell’interesse e per la tutela dei diritti dei bambini. Parlando con le persone mi sono resa conto che questo è un tema trasversale, né di destra o di sinistra".

### Passaggio alla Lega e ricandidatura
Da tempo fuori dalla cerchia ristretta di Silvio Berlusconi e un po’ messa ai margini, il 19 novembre 2020 decide di lasciare Forza Italia, assieme a Federica Zanella e Maurizio Carrara, e aderisce alla Lega per Salvini Premier, commentando la vicenda: "Forza Italia ha altresì perso quella forza propulsiva che l’aveva portata ad essere luogo di aggregazione per tutto il centrodestra. Salvini incarna la rivoluzione liberale". Inoltre motiva la sua scelta "in quanto lei è stata eletta in un collegio uninominale con i voti di tutto il centro-destra".
Alle elezioni politiche anticipate del 2022 viene candidata alla Camera dei deputati nel collegio uninominale Lombardia 1 - 05 (Legnano) per il centrodestra, oltreché come capolista nel collegio plurinominale Lombardia 1 - 01. Viene eletta nel collegio uninominale con il 50,90% dei voti, davanti a Sara Bettinelli del centrosinistra (26,96%) e ad Andrea Sfondrini di Azione - Italia Viva (8,81%).

## Vita privata
Si è sposata il 4 giugno 2016, con rito civile nel castello Carlo V di Monopoli, con Dario Ginefra (deputato per il Partito Democratico nelle legislature XV e XVI, dal 2008 al 2018). Al matrimonio erano presenti il presidente della Regione Puglia Michele Emiliano e Walter Veltroni, con quest'ultimo che ha celebrato il matrimonio.
A gennaio 2018, a 47 anni, diventa madre di una bambina: Clarissa Delfina.